# Traktat z Dunkierki
Traktat z Dunkierki – traktat podpisany 4 marca 1947 we francuskim mieście Dunkierka przez Francję i Wielką Brytanię, o stałej pomocy wzajemnej przeciwko ewentualnej niemieckiej agresji, noszący nazwę Traktat o sojuszu i wzajemnej pomocy, który był pierwszym po II wojnie światowej paktem o bezpieczeństwie. Traktat został zawarty na 50 lat z samoistnym przedłużeniem na czas nieokreślony po upływie tego czasu (strony zachowują prawo wypowiedzenia z rocznym uprzedzeniem), dotyczył wspólnej obrony obu państw. Art. 1 mówi o współdziałaniu w celu położenia kresu zagrożeniu ze strony Niemiec na zasadzie art. 107 karty ONZ, art. 2 o wzajemnym udzieleniu wszelkiej pomocy wojskowej i innej przy skorzystaniu z prawa do samoobrony w ramach art. 51 Karty. Strony próbowały tym układem odnowić ententę z 1904. Dodatkowo układ dotyczył współpracy gospodarczej i konsultacji między obydwoma państwami. Ze strony angielskiej traktat podpisali Duff Cooper i Ernest Bevin, ze strony francuskiej Georges Bidault i René Massigli. Wszedł w życie 8 września 1947 z chwilą wymiany dokumentów ratyfikacyjnych. Zgodnie z art. 102 Karty ONZ zarejestrowany przez Sekretariat ONZ 31 października 1947. 17 marca 1948 został rozszerzony o kraje Beneluksu (traktat brukselski). 